# Клетка для кроликов (фильм)
«Забор от кроликов» (англ. Rabbit-Proof Fence, имеется в виду забор для защиты от кроликов) — австралийская драма режиссёра Филлипа Нойса, основанная на биографической книге «Follow the Rabbit-Proof Fence» (англ.), написанной Дорис Пилкингтон (англ.). Фильм основан на реальных событиях, произошедших с матерью автора книги и её сёстрами. Они бежали из Мур-Ривер, чтобы вернуться к своим родным семьям в поселении Джигалонг, после того как их забрали оттуда в 1931 году. Девочки пробыли 9 недель в пути, пройдя 1500 миль (2400 км) вдоль забора для защиты от кроликов, преследуемые со стороны властей. Фильм обладает множеством наград и номинаций различных кинофестивалей.

## Сюжет
Фильм рассказывает историю из жизни трёх девочек, ставших жертвами политики ассимиляции, проводившейся в Австралии.
События разворачиваются в Западной Австралии в 1931 году, когда австралийское общество делилось на белых и не белых. Жизнь не белых контролировалась Законом об аборигенах (англ. Aborigines Act). Шефу-протектору А. О. Невиллу, законному опекуну любого коренного жителя в штате Западная Австралия, была предоставлена власть изымать детей смешанной расы в любом месте штата. Белые, не желая видеть третью расу полукровок (англ. half-caste) в обществе, прибегали к мерам перевоспитания: забирали детей из семей аборигенов и отправляли в специальные поселения, где их обучали европейским традициям.
Молли Крейг (14 лет), её сестру Дейзи (8 лет) и их кузину Грейси (10 лет) насильственно забирают из семьи в Джигалонге и направляют в специальное поселение Мур-Ривер для перевоспитания. Они сбегают оттуда и держат путь домой длиной 1500 миль (2400 км). Невилл организует преследование девочек, в котором участвуют полицейские, а также абориген-следопыт Муду из Мур-Ривер, вынужденный работать на Невилла, поскольку его собственная дочь содержится в приюте. Однако Молли удаётся разными путями сбивать преследователей со следа. По пути девочкам помогают несколько человек, с которыми они случайно встречаются, причём как аборигены, так и белые. Один из них, однако, обманывает Грейси, сказав, что она может поехать к маме на поезде, и её хватают и вовращают в Мур-Ривер. Молли и Дейзи приходят обратно к маме и бабушке, а вскоре семья уходит жить в пустыню.
После неудач властей по поимке девочек, Невилл (которого сами девочки в приюте называют «Девил», то есть «дьявол») говорит о них:

Если люди пользуются приспособлениями эпохи неолита — это не означает, что у них ум, как у человека эпохи неолита.
Оригинальный текст (англ.)Just because people use Neolithic tools does not mean they have Neolithic minds.

В конце закадровый голос рассказчицы сообщает, что после замужества и рождения детей она ещё раз была увезена в Мур-Ривер, но снова вернулась оттуда пешком с одним ребёнком. Позже её ребёнка забрали от неё. Однако до глубокой старости Молли и Дейзи продолжали жить на своей родине в Джигалонге.
В финальных титрах сообщается, что Невилл был шефом-протектором на протяжении 25 лет и ушёл на пенсию в 1940 году. Однако по всей Австралии насильственно отнимали детей аборигенов вплоть до 1970 года. На сегодняшний день семьи коренных австралийцев продолжают страдать из-за уничтожения их семейного уклада и культуры. Их называют украденным поколением.

## В ролях
- Эверлин Сампи[англ.] — Молли Крейг
- Кеннет Брана — А. О. Невилл[англ.]
- Дэвид Галпилил — Муду
- Тиана Сансбэри — Дейзи Крейг Кадибилл, сестра Молли
- Джейсон Кларк — Констебль Риггс
- Ниджали Лоуфорд — Мод
- Миарн Лоуфорд — бабушка Молли
- Лаура Монахэн — Грейси Филд, кузина Молли
- Дебора Мэйлман — Мэвис
- Гарри МакДональд[англ.] — мистер Нил

## Критика
Рецензия-опрос на Rotten Tomatoes показал, что 87 % респондентов дали положительный отзыв о фильме.